# Sarcotachina
Sarcotachina is een vliegengeslacht uit de familie van de dambordvliegen (Sarcophagidae).

## Soorten
- S. aegyptiaca Villeneuve, 1910
- S. subcylindrica Portschinsky, 1881
- S. umbrinervis Villeneuve, 1910